# Castillo de Alcuetas
El castillo de Alcuetas es una fortaleza de pequeñas dimensiones y gran belleza, seguramente construida en el siglo XV por Alfonso Enríquez de Acuña hijo de Juan de Acuña y Portugal, tercer conde de Valencia de Don Juan y segundo duque de Valencia de Campos, y Teresa Enríquez. Estuvo casado con María Cabeza de Vaca. Fue hermano de Enrique de Acuña y Portugal, IV conde de Valencia de Don Juan y II conde de Gijón, y Martín de Acuña Enríquez, señor de Matadeón de los Oteros.

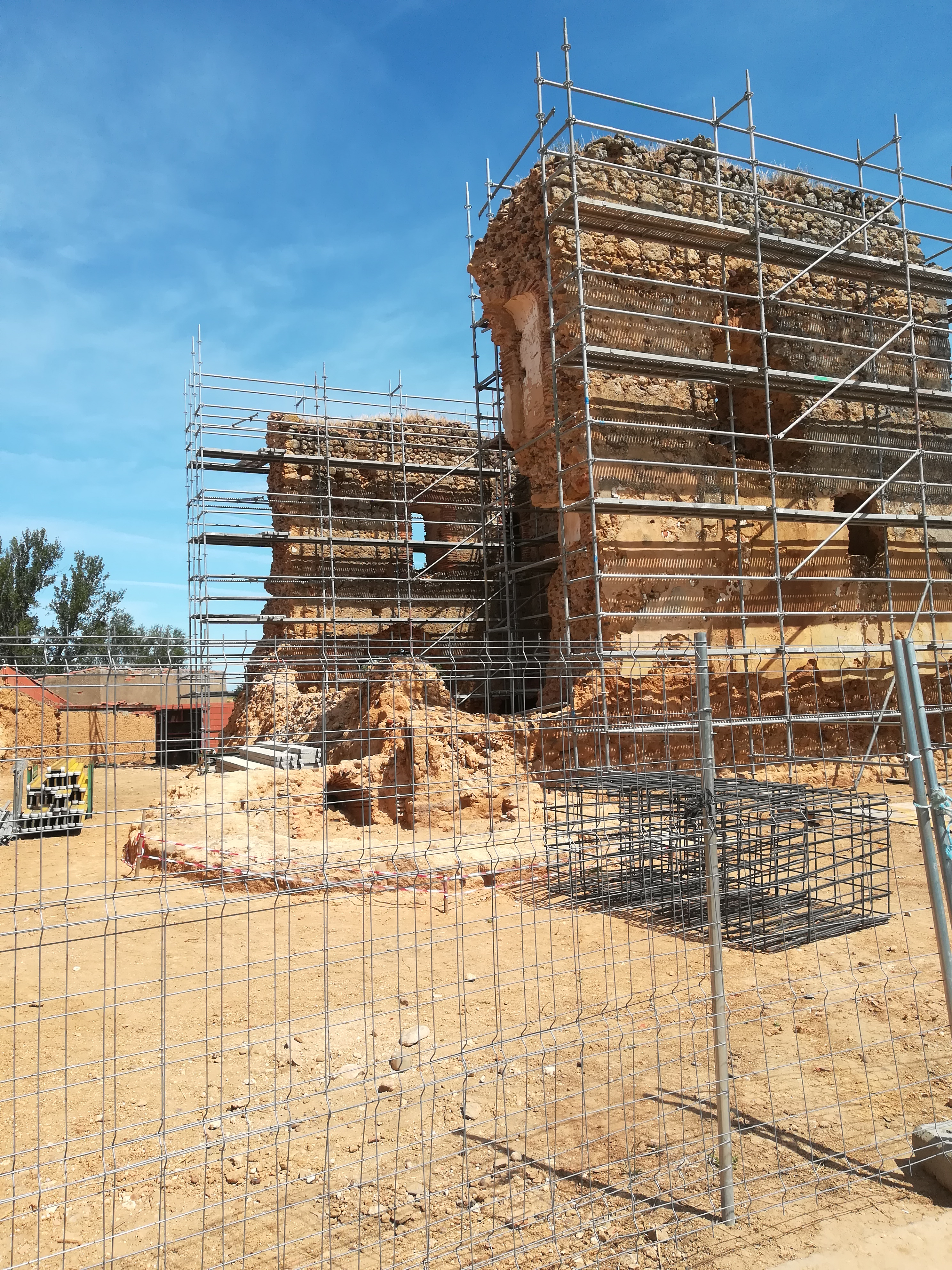
Andamiaje, cimientos de la torre y limpieza del entorno

El castillo tenía 2 plantas y en las torres, una de ellas totalmente derrumbada desde los años 70, tenían 3. Tras varios años de desuso y su posterior degradación, sirvió como cuadra de ganado y los dueños construyeron una casa señorial a escasos metros de la que apenas se conserva un trozo de pared y hasta hace 5 años un escudo que blindaba uno de los extremos del balcón que tenía. el castillo también tenía un balcón orientado, extrañamente, hacia el norte, del que solo quedan los huecos en la pared que sujetaban las vigas. alrededor tenía un empedrado perimetral. Los torreones eran un elemento de adorno y de símbolo de poderío, ya que en la época de construcción apenas había guerras. 
En marzo de 2018, la pared oeste del castillo se vino abajo casi en su totalidad, quedando tan solo en pie la base de la misma. En esos momentos ya se encontraba en la última fase el proyecto de restauración de la construcción. 
En la actualidad, desde agosto de 2019, el castillo se encuentra en labores de mantenimiento y reconstrucción. Se han echo catas en diferentes puntos, se ha colocado un andamiaje de seguridad que a la vez fijan los muros y se están tapando huecos, reconstruyendo el arco de entrada, ... 